# Pierre Rolland
Pierre Rolland (Gien, 10 de outubro de 1986) é um ciclista profissional da França. Ele competiu nos Jogos Olímpicos de Verão de 2008 na prova de estrada individual, embora não conseguiu terminar a corrida.
Ele se juntou à equipe Bouygues em 2009, chamado Europcar desde 2011. Ele foi contratado pela equipe Cannondale-Drapac em 2016.

## Resultados noTour de France
- 2009: 21º colocado na classificação geral, 4º na Classificação dos jovens.
- 2010: 58º colocado na classificação geral.
- 2011: 10º colocado na classificação geral, 1º na Classificação dos jovens, Etapa 19.
- 2012: 8º colocado na classificação geral, 2° na Classificação dos jovens, Etapa 11.
- 2013: 24º colocado na classificação geral.
- 2014: 11º colocado na classificação geral.
- 2015: 10º colocado na classificação geral.